# Jorge Alberto Ossa Soto
Jorge Alberto Ossa Soto (El Carmen de Viboral, 29 luglio 1956) è un arcivescovo cattolico colombiano, dal 15 ottobre 2019 arcivescovo metropolita di Nueva Pamplona.

## Biografia

### Formazione e ministero sacerdotale
Dopo aver compiuto gli studi sacerdotali nel seminario maggiore San Pio X, della diocesi di Istmina-Tadó, ha conseguito la licenza in teologia dogmatica presso l’università cattolica di Innsbruck.
È stato ordinato sacerdote il 23 maggio 1982, per il clero della diocesi di Istmina-Tadó.
Tra i vari incarichi ricoperti, è stato rettore del seminario maggiore San Pio X e vicario generale.

### Ministero episcopale
Il 21 gennaio 2003 papa Giovanni Paolo II lo ha nominato vescovo di Florencia. Ha ricevuto l'ordinazione episcopale il 1º marzo successivo nel tempio parrocchiale di Nuestra Señora del Carmen nella sua città natale dal vescovo di Istmina-Tadó Alonso Llano Ruiz, co-consacranti il vescovo di Cartago Luis Madrid Merlano e il vescovo titolare di Chimera José de Jesús Quintero Díaz. Ha preso possesso della diocesi il 29 marzo successivo.
Durante il suo incarico ha proseguito l'opera di ammodernamento tecnologico della stazione diocesana, ha fondato ristoranti parrocchiali per bambini e anziani poveri e ha creato il volontariato dell'amore; inoltre il seminario minore San José divenne seminario maggiore e furono create la scuola teologica San Juan Crisóstomo per la formazione dei laici, la fondazione Luis Guanella per continuare a prendersi cura dei bambini con disabilità e la Casa Hogar per i senzatetto.
Il 15 luglio 2011 papa Benedetto XVI lo ha nominato vescovo di Santa Rosa de Osos.
Ha compiuto la visita ad limina il 23 settembre 2004 e l'8 settembre 2012.
Il 15 ottobre 2019 papa Francesco lo ha promosso arcivescovo metropolita di Nueva Pamplona. Ha preso possesso dell'arcidiocesi il 28 novembre successivo.
Durante l'emergenza sanitaria del Covid-19 ha chiesto rispetto nei confronti del personale sanitario che combatte la pandemia, affermando: "Non è giusto che li applaudiamo e poi li discriminiamo".
Dal 12 dicembre 2020 al 12 febbraio 2022 è stato amministratore apostolico di Tibú, mentre dal 15 gennaio 2023 al 28 settembre 2024 è stato amministratore apostolico di Ocaña.

## Genealogia episcopale e successione apostolica
La genealogia episcopale è:
- Cardinale Scipione Rebiba
- Cardinale Giulio Antonio Santori
- Cardinale Girolamo Bernerio, O.P.
- Arcivescovo Galeazzo Sanvitale
- Cardinale Ludovico Ludovisi
- Cardinale Luigi Caetani
- Cardinale Ulderico Carpegna
- Cardinale Paluzzo Paluzzi Altieri degli Albertoni
- Papa Benedetto XIII
- Papa Benedetto XIV
- Papa Clemente XIII
- Cardinale Enrico Benedetto Stuart
- Papa Leone XII
- Cardinale Chiarissimo Falconieri Mellini
- Cardinale Camillo Di Pietro
- Cardinale Mieczysław Halka Ledóchowski
- Cardinale Jan Maurycy Paweł Puzyna de Kosielsko
- Arcivescovo Józef Bilczewski
- Arcivescovo Bolesław Twardowski
- Arcivescovo Eugeniusz Baziak
- Papa Giovanni Paolo II
- Cardinale Paolo Romeo
- Vescovo Alonso Llano Ruiz
- Arcivescovo Jorge Alberto Ossa Soto

La successione apostolica è:
- Vescovo Óscar Augusto Múnera Ochoa (2015)
- Vescovo Farly Yovany Gil Betancur (2020)